# Imotski-mező
Az Imotski-mező (horvátul: Imotsko polje) egy karsztmező Bosznia-Hercegovinában és Horvátországban, Dalmáciában, a Dalmát Zagora területén, Split-Dalmácia megyében. Nagy része átnyúlik a szomszédos Hercegovinába, Bekija területére, ezért Imotski-bekijai-mezőnek (Imotsko-bekijsko polje) is nevezik. Legnagyobb települése Imotski városa, ezért nevét is róla kapta.

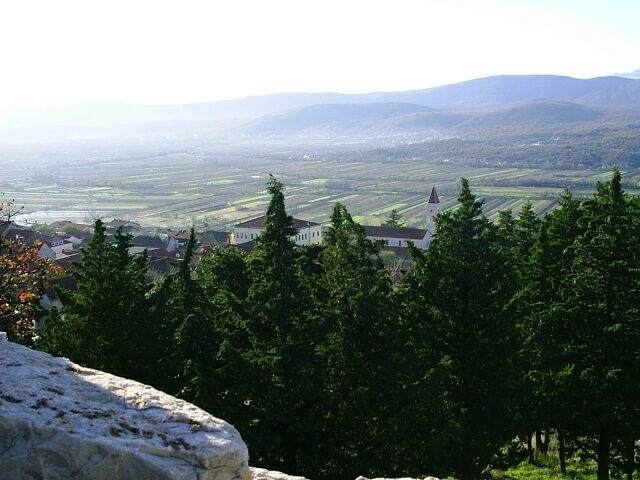
Az Imotski-mező látképe

## Fekvése
Az Imotski-mező területe 95 km², hosszúsága 33,3 km, legnagyobb szélessége 6 km. Északnyugat-délkeleti irányban húzódik. A 95 km²-ből 45 km² Horvátországban, 50 km² pedig Bosznia-Hercegovinában található. Két részből, Gornji polje (22,8 km²) és a Donje polje (72,2 km²) áll. Az alsó részt gyakran elönti a víz, a délkeleti részen pedig egy kisebb mezőt, a Grudsko poljét (10 km²) lehet kiemelni. A mezőn több folyó folyik át: a Ričina, a Vrljika és a Grudski-patak, a mező nyugati részén pedig a Prološko blato nevű tó található. A mező aljzata dolomitból épül fel, 260 méterrel a tengerszint felett helyezkedik el, amely az Imotski régió legalacsonyabban fekvő területe. A mészköves talaj beszakadásai számos szakadékot hoztak létre, amelyek manapság vízzel vannak tele és tavakat képeznek. Az éghajlat szubmediterrán.

## Gazdaság
Korábban a lakosság leginkább kukorica termesztésével foglalkozott, ma főleg szőlő, zöldség, gyümölcs és dohánytermesztésből, valamint állattartásból él.

## Fordítás
Ez a szócikk részben vagy egészben  az   Imotsko polje című horvát Wikipédia-szócikk ezen változatának fordításán alapul.  Az eredeti cikk szerkesztőit annak laptörténete sorolja fel. Ez a jelzés csupán a megfogalmazás eredetét és a szerzői jogokat jelzi, nem szolgál a cikkben szereplő információk forrásmegjelöléseként.